# 4. Flieger-Division (1943–1945)
Die 4. Flieger-Division war ein Großverband der Luftwaffe der Wehrmacht im Zweiten Weltkrieg. Es bestand keine organisatorische Verbindung zur 4. Flieger-Division (1938–1939).

## Geschichte
Die 4. Flieger-Division wurde im Juni 1943 während des Deutsch-Sowjetischen Krieges im Mittelabschnitt der Front, unter dem Kommando der Luftflotte 6 gebildet. Ab Januar 1945 war sie dem Luftwaffenkommando Ostpreußen und anschließend dem II. Fliegerkorps und dem Luftwaffenkommando Nordost unterstellt. Mit diesem nahm sie an der Schlacht um die Seelower Höhen teil und unterstützte die verteidigende 9. Armee aus der Luft. Dafür standen ihr rund 300 Aufklärungs-, Schlacht-, Nachtschlacht- und Jagdflugzeuge zur Verfügung, deren Betriebsstoff allerdings für einen längeren Großkampf nicht ausreichte. Am 8. Mai 1945, nach der bedingungslosen Kapitulation der Wehrmacht, wurde sie aufgelöst.

## Personen

### Divisionskommandeur
| Dienstgrad      | Name            | Datum                                 |
| --------------- | --------------- | ------------------------------------- |
| Generalmajor    | Josef Punzert   | Juni 1943 bis 30. Juni 1943           |
| Generalleutnant | Hermann Plocher | 1. Juli 1943 bis 25. August 1943      |
| Oberst          | Franz Reuss     | 29. August 1943 bis 20. Dezember 1944 |
| Generalmajor    | Klaus Uebe      | 20. Dezember 1944 bis 24. Januar 1945 |
| Generalmajor    | Franz Reuss     | 25. Januar 1945 bis 5. April 1945     |

### Erster Generalstabsoffizier
| Dienstgrad | Name             | Datum                                 |
| ---------- | ---------------- | ------------------------------------- |
| Hauptmann  | Albert Koller    | 28. Dezember 1943 bis 2. Februar 1945 |
| Major      | Matthias Weinand | 2. Februar 1945 bis März 1945         |
| Major      | Hellmuth Hauser  | März 1945 bis 8. Mai 1945             |

## Unterstellung
| Unterstellung                 | von             | bis             |
| ----------------------------- | --------------- | --------------- |
| Luftflotte 6                  | Juni 1943       | Januar 1945     |
| Luftwaffenkommando Ostpreußen | Januar 1945     | 3. Februar 1945 |
| II. Fliegerkorps              | 3. Februar 1945 | 2. April 1945   |
| Luftwaffenkommando Nordost    | 2. April 1945   | 8. Mai 1945     |

## Unterstellte Verbände
| Juni 1944 | |
| --- | --- |
| Juni 1944 | Stab/Nahaufklärungsgruppe 4, 2./Nahaufklärungsgruppe 10, 13./Nahaufklärungsgruppe 14; I., II. und 10.(Pz)/Schlachtgeschwader 1, 10.(Pz)/Schlachtgeschwader 3; Stab und III./Schlachtgeschwader 10 |
| 8. März 1945 | |
| Stab, 2./Nahaufklärungsgruppe 8, 2./Nahaufklärungsgruppe 3, 11./Aufklärungsgruppe 11; Fi 156-Kommando I; Stab, I., II., III. und IV./Jagdgeschwader 4; Stab, I., II. und III./Jagdgeschwader 11; III./Jagdgeschwader 54; II.(Erg.)/Jagdgeschwader 1; Stab, I. und II./Schlachtgeschwader 1; 5., 14. und 15./Schlachtgeschwader 151; Stab/Nachtschlachtgruppe 8, 1./Nachtschlachtgruppe 4 | |